# 鏡石車站
鏡石車站（日语：／ Kagamiishi eki */?）是由東日本旅客鐵道（JR東日本）所經營的鐵路車站，位於日本福島縣岩瀨郡鏡石町中町，是JR東日本東北本線沿線的車站，也是所在地鏡石町的主車站，其在運務方面是由仙台支社管轄。

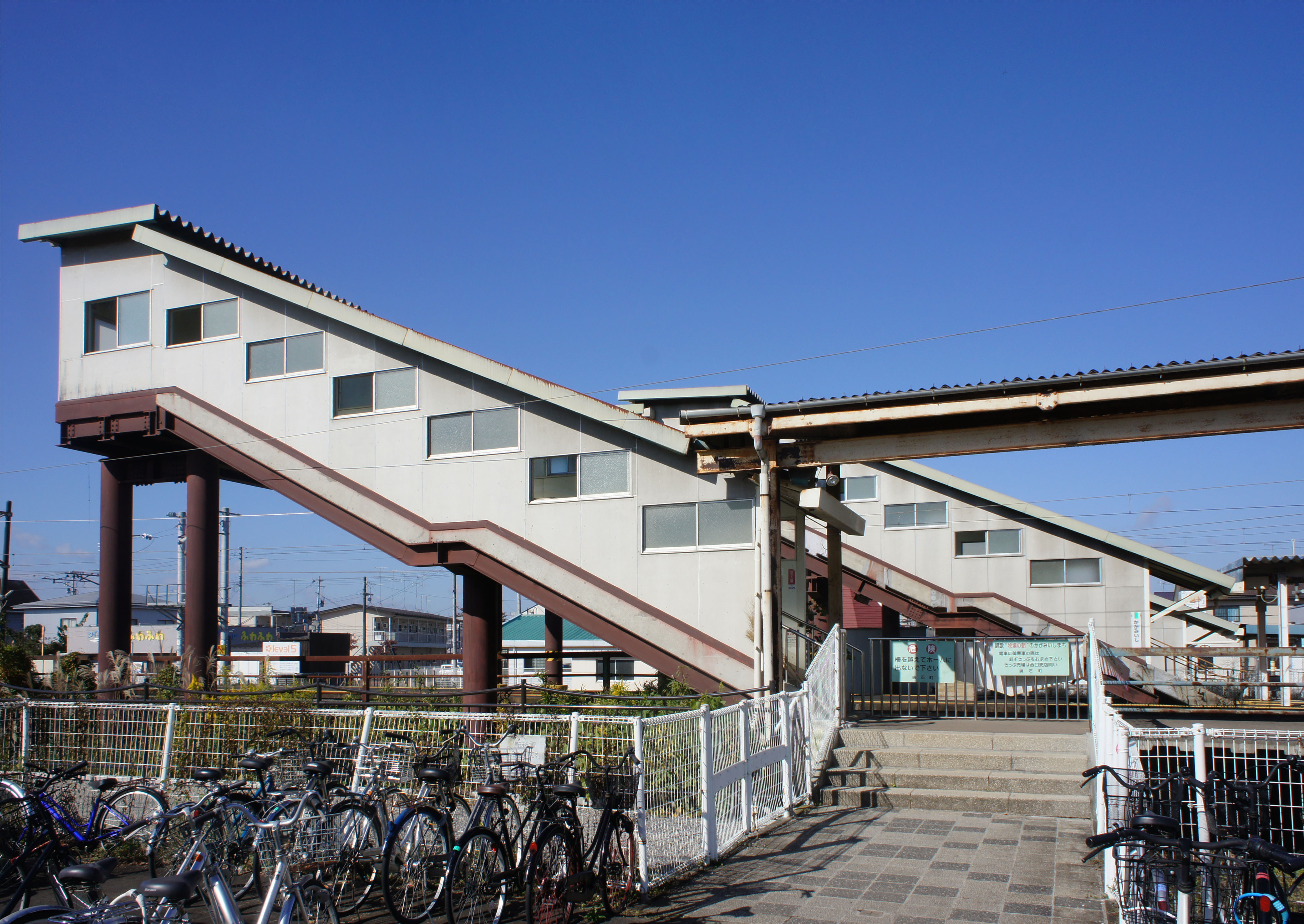
東口(2021年10月)

## 車站結構

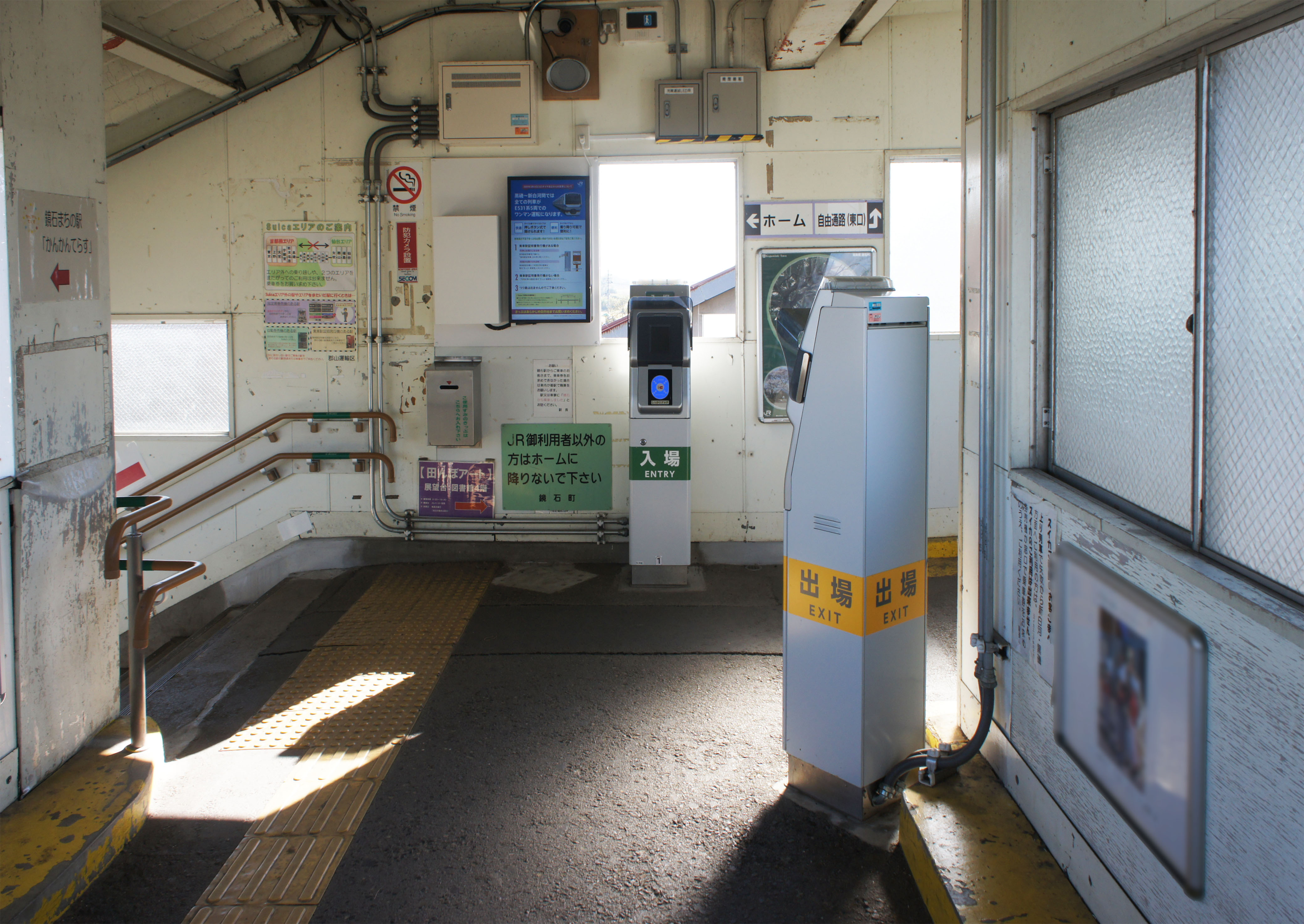
驗票口(2021年10月)

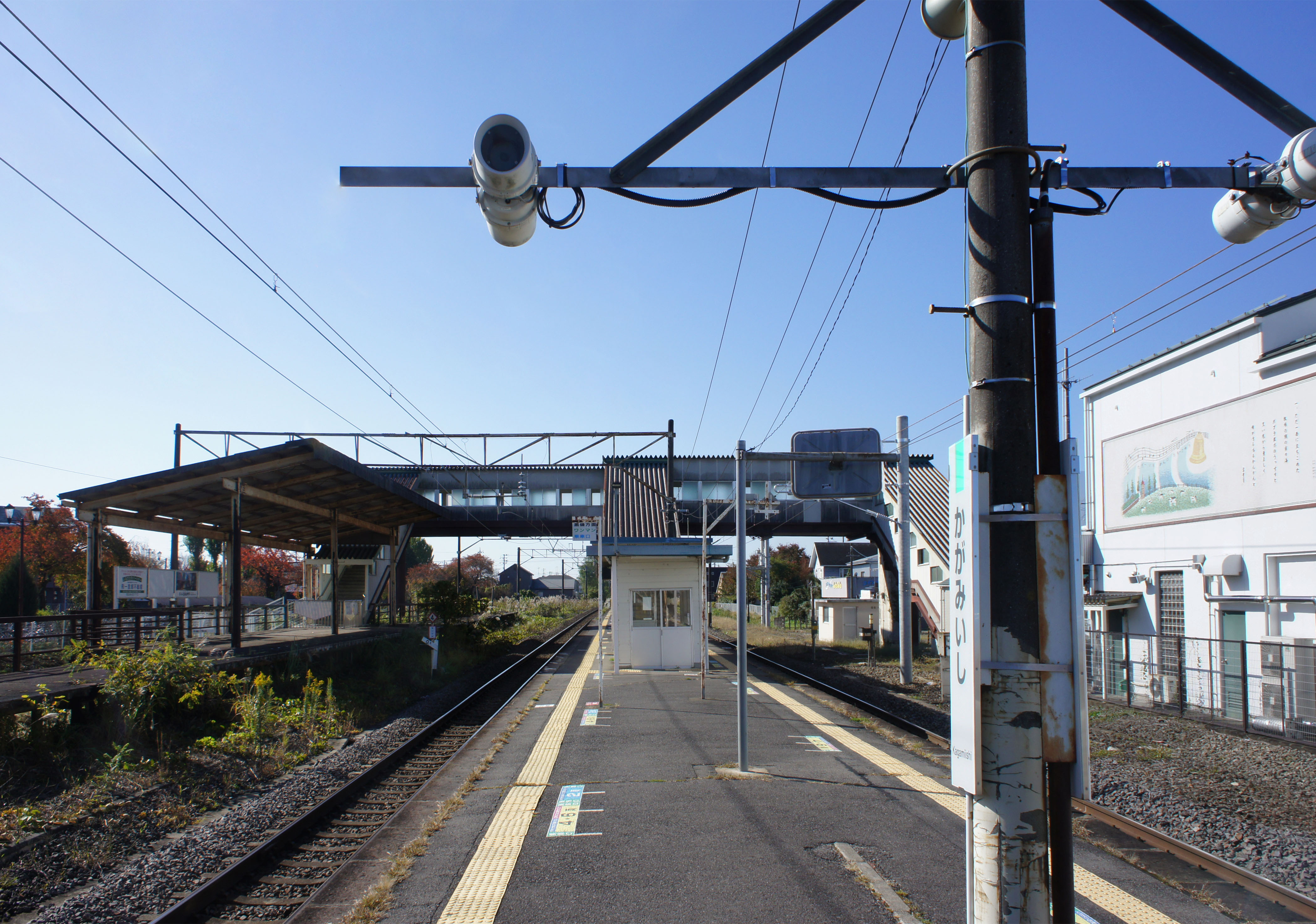
月台(2021年10月)

本站為島式月台1面2線的地面車站。
| 月台 | 路線      | 方向 | 目的地           |
| ---- | --------- | ---- | ---------------- |
| 1    | ■東北本線 | 下行 | 郡山、福島方向   |
| 2    | ■東北本線 | 上行 | 新白河、黑磯方向 |

## 相鄰車站
東日本旅客鐵道
■東北本線
矢吹－鏡石－須賀川

## 外部連結
- （日語）鏡石車站（JR東日本） （页面存档备份，存于）